# Emil Ertl

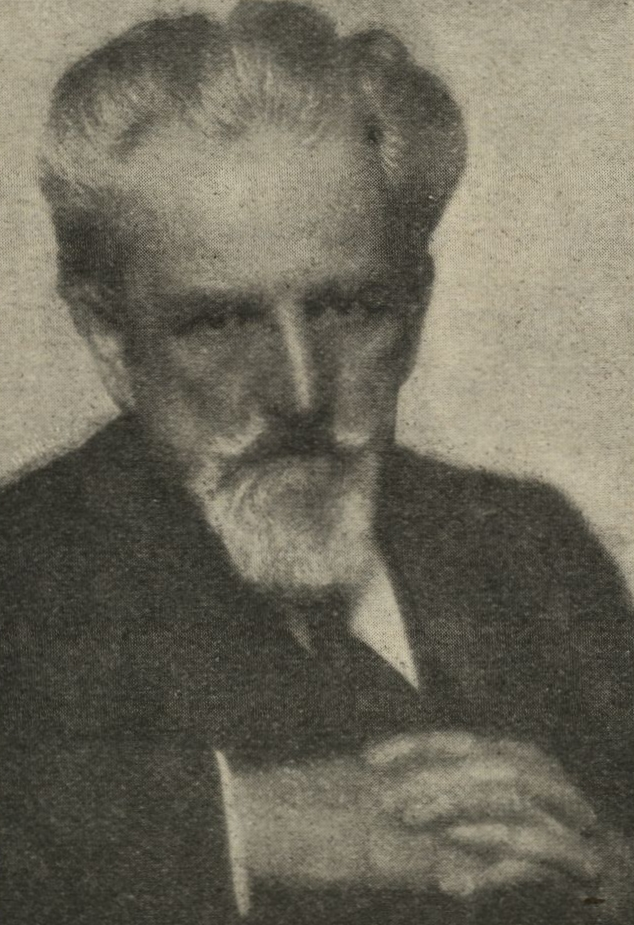
Aufnahme um 1927 von Rudolf Koppitz

Emil Adolf Victor Ertl (* 11. März 1860 Wien (Zieglergasse 33); † 8. Mai 1935 Graz) war ein österreichischer Dichter und Schriftsteller.

## Leben
Emil Ertl entstammte einer Seidenweber-Familie und wuchs am Schottenfeld, im 7. Wiener Gemeindebezirk, auf. Sein Bruder war der spätere Ackerbauminister Moritz Ertl. Bis 1873 besuchte er das Marianische Gymnasium in der Amerlingstraße, danach übersiedelte die Familie nach der Wiederverheiratung der verwitweten Mutter nach Meran. Nach dem frühen Tod des Vaters erhielt er den Architekten und Baurat Friedrich von Stach (1830–1906) zum Stiefvater, der eine wichtige Rolle in seiner Erziehung einnahm. Ertl studierte bis zur ersten Staatsprüfung Rechtswissenschaften an der Wien, wechselte  aber, nach  kunstgeschichtlichen Bildungsreisen nach Paris, London und Venedig zum Studium der Philosophie in Graz; 1886 wurde er im Wege der Arbeit Utilitarismus und Positivismus – eine Untersuchung im Anschluss an Bentham, Mill, Darwin, Spencer und Comte zum Dr. phil. promoviert. Ab 1889 war Ertl Bibliotheksbeamter, später Bibliotheksdirektor an der Technischen Hochschule Graz (Technische Universität Graz) und zuletzt in dieser Funktion in Wien.
Bekannt wurde Ertl vor allem als Schriftsteller. Zwischen den beiden Weltkriegen war er ein viel gelesener österreichischer Autor. Ertl gilt als einer der führenden Vertreter des österreichischen Heimat- und Geschichtsromans. Mit Peter Rosegger, der für ihn als Dichter ein Vorbild war, war er befreundet. Ertl war Kopf der literarischen Südmarkrunde, der unter anderem Viktor Geramb, Hans Kloepfer, Franz Nabl und Josef Papesch angehörten. Dieser Grazer Literatenkreis gilt als deutschnational gesinnt und als Wegbereiter der NS-Ideologie im steirischen Literaturbetrieb.
Emil Ertl starb am 8. Mai 1935 im Alter von 75 Jahren in Wien und wurde auf dem Evangelischen Friedhof Matzleinsdorf (Gruft 155) beigesetzt.
Sein Nachlass befindet sich im Bezirksmuseum Neubau. Nach dem Dichter sind Gassen und Wege in einigen österreichischen Städten, wie Wien, Wiener Neustadt, Bad Aussee und Graz, benannt.

## Auszeichnungen
- 1930 Bürger der Stadt Wien (14. März 1930)
- 1932 Grillparzer-Preis
- Gedenktafel an seinem Geburtshaus in der Zieglergasse 33

## Werke

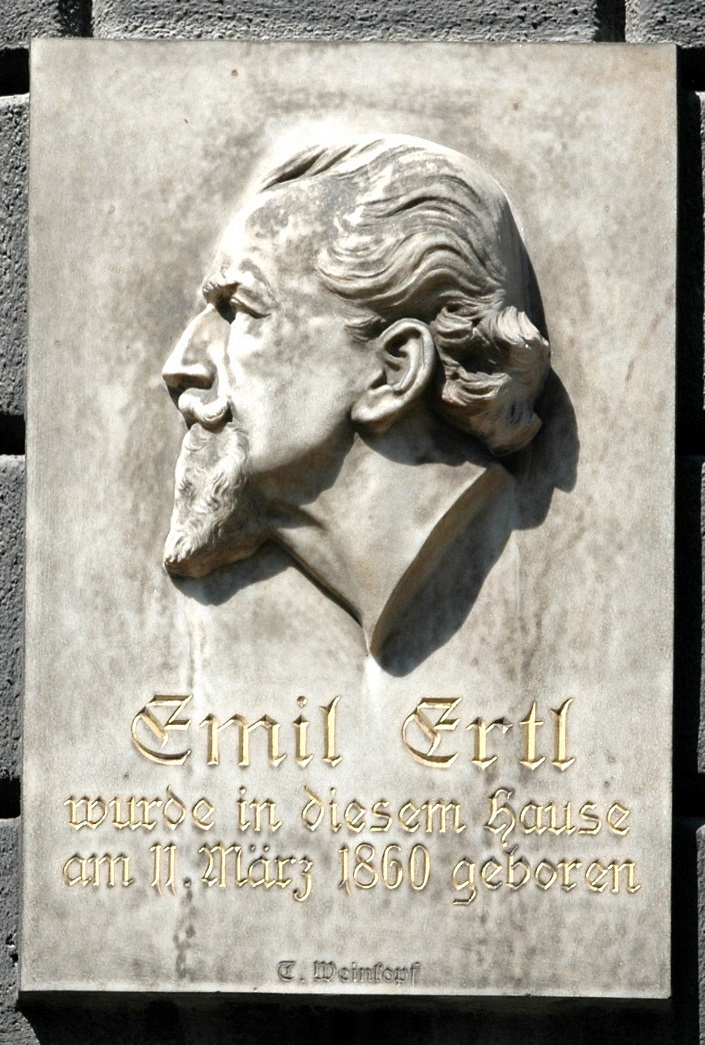
Emil Ertl, Porträtrelief am Geburtshaus

- Abdêwa. Ein Märchen. 1884
- Liebesmärchen. 1886 online
- Die Perlenschnur. Eine Renaissance-Novelle. 1894 online
- Opfer der Zeit. Zwei Novellen aus dem Wiener Leben. 1895
- Miss Grant und andere Novellen. 1896
- Mistral. Novellen. 1901
- Feuertaufe. Neues Novellenbuch. 1905
- Opfer der Zeit. 2. verm. Auflage. 1905
- Gesprengte Ketten. Novellen. 1909 online
- Freiheit, die ich meine. Roman aus dem Sturmjahr. 1909 online
- Der tote Punkt und anderes. Erzählungen. 1910
- Auf der Wegwacht. Roman. 1911 online
- Ausgewählte Novellen. 1911 online
- Die Leute vom blauen Guguckshaus. 1911
- Der Salto mortale und andere Geschichten. 1911
- Nachdenkliches Bilderbuch. Ernste und heitere Geschichten. 1911–1913
- Drei Novellen. 1913 online
- Der Neuhäuselhof. Roman. 1913 online
- Christl. 1913
- Walpurga. Novelle. 1914 online
- Aus der Bienengasse und andere Geschichten. 1914
- Das Lächeln Ginevras. 1915 online
- Der Antlaßstein. Roman. 1917 online
- Das Trauderl. Aus den Papieren eines österreichischen Reserveoffiziers. Novelle. 1918 online
- Auf der Bergwacht. Roman. 1918
- Der Handschuh. Novelle. 1922
- Der Berg der Läuterung. 1922 online
- Peter Rosegger. Wie ich ihn kannte und liebte. Ein Buch der Erinnerung. 1923 online
- Sternschnuppen. Novelle. 1923 online
- Der Halbscheid. Erzählung. 1924 online
- Karthago. Kampf und Untergang. Roman. 1924 online
- Der hänfene Strick und andere Erzählungen. 1924 online
- Irrgarten des Lebens. Novellen. 1926 online – Österreichische Bücherei 4/2A
- Teufelchen Kupido. Lachende Liebes- und Ehegeschichten. 1925 online
- Im Haus zum Seidenbaum. Roman. 1926 online
- Leidenschaft. Zwei Novellen. 1927 online
- Die Maturafeier. Sieben kleine Novellen. 1927 online
- Geschichten aus meiner Jugend. 1927 
(Mit der darin enthaltenen Kurzgeschichte Der Kilometerfresser setzte er dem Mechaniker Siegfried Marcus ein literarisches Denkmal.) online
- Das Lattacherkind. Ein Roman aus der Bergwelt. 1929 online
- Meisternovellen. 1930
- Emil Ertl zum 70. Geburtstag. Eine Festschrift. 1930
- Eingeschneit auf Korneliagrube. Roman. 1931 online
- Lebensfrühling. Erinnerungen aus dem lieben alten Wien meiner Jugend. 1932 online
- Mutter-Almanach der Dichter Österreichs. 1933
- Symphonie. Gedichte in Vers und Prosa. Zum 75. Geburtstag des Dichters, 11. März 1935. 1935 online
- Menschenschicksale. Geschichten aus dem alten Österreich. 1948